# Shock Treatment (film, 1964)
Pour plus de détails, voir Fiche technique et Distribution.
Shock Treatment est un film américain réalisé par Denis Sanders, sorti en 1964.

## Synopsis
Dale Nelson , est engagé comme acteur pour feignant la folie pour entrer dans un hôpital psychiatrique. Là-bas, il doit se rapprocher de Martin Ashley, un patient qui sait où se trouve caché 1 million de dollars volé mais il va devoir endurer les rigueurs d’un asile d’aliénés.

## Fiche technique
- Titre original : Shock Treatment
- Réalisation : Denis Sanders
- Scénario : Sydney Boehm d'après le roman de Winfred Van Atta
- Musique : Jerry Goldsmith
- Photographie : Sam Leavitt
- Montage : Louis R. Loeffler
- Direction artistique : Hilyard M. Brown et Jack Martin Smith
- Décors de plateau : Paul S. Fox et Walter M. Scott
- Production : Aaron Rosenberg
- Société de production : Arcola Pictures
- Société de distribution : 20th Century Fox
- Costumes : Moss Mabry
- Pays :  États-Unis
- Langue : Anglais
- Genre : drame
- Format : Noir et blanc - 35 mm - 2,35:1 - Son : Mono (Westrex Recording System)
- Durée : 94 minutes
- Date de sortie :
  - États-Unis : 22 juillet 1964 (New York)

## Distribution
- Stuart Whitman : Dale Nelson / Arthur
- Carol Lynley : Cynthia Lee Albright
- Roddy McDowall : Martin Ashley
- Lauren Bacall : Dr Edwina Beighley
- Olive Deering : Mme Mellon
- Ossie Davis : Capshaw
- Donald Buka : Psychologue
- Paulene Myers : Dr Walden
- Evadne Baker : interne
- Robert J. Wilke : technicien Mike Newton
- Bert Freed : Frank Josephson
- Judith De Hart : Matrone
- Judson Laire : Harley Manning